# Paillet
Paillet là một xã trong tỉnh Gironde, thuộc vùng Nouvelle-Aquitaine của nước Pháp, có dân số là 989 người (thời điểm 1999). Xã nằm im vùng đô thị của thành phố Bordeaux. Trong khi Paillet trong năm 1962 chỉ có 774 dân cư thì 1999 đã có 989 người. Paillet là một nơi trồng nho thuộc vùng Premières Côtes de Bordeaux và Cadillac (vùng trồng nho).